# Gaston Gerville-Réache
Pour les articles homonymes, voir Gerville (homonymie).
Gaston Gerville-Réache, né Sidoine Marie Théonille Gaston Réache le 23 août 1854 à Pointe-à-Pitre en Guadeloupe est un homme politique guadeloupéen. Élu député de la Guadeloupe de 1881 à 1906, il meurt le 30 mai 1908 à Mareil-en-France dans le Val-d'Oise.

## Biographie
Juriste et ancien professeur de philosophie à Haïti, disciple de Victor Schœlcher, Gaston Gerville-Réache se plaisait à vivre au Quartier latin où il demeura pendant vingt ans. Il fit ses études à Paris, où il fut reçu avocat inscrit au barreau de Paris. Il entra alors comme rédacteur judiciaire à La Justice. Il était franc-maçon, comme l'étaient souvent, à l'époque, les hommes politiques nés aux colonies.
Gaston Gerville-Réache fut fidèle à la tradition républicaine libérale. Après le vote de la loi sur le régime de l'indigénat en 1881, il fut l'un des fondateurs de la Société française pour la protection des Indigènes des colonies dont l'ensemble des députés coloniaux étaient membres du conseil administration.
Il était membre, dès 1879, du comité organisant le banquet anniversaire de l'abolition de esclavage et où se retrouvaient annuellement les abolitionnistes et les députés coloniaux.
Gaston Gerville-Réache se disait "Radical par principe mais opportuniste par circonstance" . Député du 1er arrondissement de la Guadeloupe (La Basse-Terre) de 1881 à 1906, il fonde le journal Le Moniteur des Colonies en 1882, en collaboration avec Victor Schœlcher. 
En 1893 il mena les cérémonies des funérailles de Victor Schœlcher.
Il sera élu vice-président de la Chambre en 1904.
Un lycée de Basse-Terre en Guadeloupe porte son nom.
Son petit-neveu, Lucien, suivant également la voie politique, fut conseiller général et poète et était le père de l'auteur-compositeur-interprète Laurent Voulzy. 

### Enfance
Issu d’une famille de cinq enfants, Gaston en est le cadet. Il eut une enfance heureuse en Guadeloupe avec ses parents, Eutrope et Marie Lucile Félicité, et ses frères et sœurs : Léodor, Flavie, Laurence et Stéphane. Son père entre comme fonctionnaire, grâce à Me Mondésir Magloire (conseiller général et greffier principal), en tant que commis-expéditionnaire au greffe du tribunal de Pointe-à-Pitre le 24 juin 1858. Puis en 1866, il devient greffier à la cour d’appel de Guadeloupe.

### Études
À 17 ans, le jeune Gaston quitte la Guadeloupe (1871) pour poursuivre ses études au lycée de Versailles (1871-1875). Après trois années d’internat, il obtient son diplôme. Peu de temps après, il rentre sur son île natale, mais les difficultés y faisant, Gaston décide de travailler. En effet, quelques semaines avant son arrivée, sa mère décède (le 31 juillet 1875). Grâce aux relations familiales, il est envoyé pour enseigner la rhétorique et la philosophie en Haïti en octobre 1876. Un court séjour puisqu’il rentre précipitamment en France à la suite d'une révolution qui renverse le président Michel Domingue en avril 1876. C’est là-bas qu’il rencontra Victor Schœlcher.
De retour à Paris, il s’inscrit en droit et décroche son diplôme en septembre 1879. Devenu avocat, il s’inscrit au barreau de Paris comme Alexandre Isaac.
Le 18 mai 1879, il participe au banquet présidé par Victor Hugo pour le 31e anniversaire de l’abolition de l’esclavage, duquel il publie un compte rendu d’une trentaine de pages. L’année suivante, il publie une biographie de Victor Schœlcher qui l’encourage à se lancer en politique.

### Carrière politique
Il est l'un des premiers « hommes de couleur » à la stature nationale sous la Troisième République.
Aux législatives de 1881, Gaston Gerville-Réache est élu député de la Guadeloupe. Notons qu’il est le deuxième plus jeune député de la Chambre (27 ans). Il s’inscrit à l’extrême gauche radicale, au côté de Gaston Sarlat, autre député de la Guadeloupe. Quelques années plus tard (1884), il passe au camp de l’Union des gauches et en devient le vice-président. En juin 1882, il présente une loi sur la réforme de la magistrature, ainsi qu’un contre projet demandant l’élection des magistrats au Suffrage universel. Il est également rapporteur de la loi sur la relégation des récidivistes en mars 1883. En août 1884, Gaston Gerville-Réache est chargé du rapport limitant aux propositions du gouvernement la révision des lois constitutionnelles. Dès le début de sa mandature, il se passionne pour les finances de la République et devient ainsi membre de la commission du budget pendant les quatre années de sa législature. Le député guadeloupéen a également travaillé durant son premier mandat en faveur de la Guadeloupe : pour l’amélioration de la condition des ouvriers de l’imprimerie du gouvernement, sur les lois des sucres, sur la diversifications des cultures qui représente selon lui la seule issue au problème social à venir (point sur lequel il se battra durant ses six mandats). Il œuvra aussi pour l’instruction primaire aux colonies.
Il est réélu pour un deuxième mandat le 25 octobre 1885 sur la liste républicaine de la Guadeloupe. Il participe à pas moins de douze commissions parlementaires telles la loi des cadres des officiers de la marine et des officiers mécaniciens, sur la loi de la protection de l’enfance malheureuse, sur le budget des Affaires étrangères de l’année 1888, ou sur les budgets des invalides de la marine de 1889 et 1890, etc. Il est également président du comité consultatif des pêches maritimes, des comptabilités des magasins de la Marine, président de la commission de réforme et président de la classe 77 à l’Exposition universelle.
Le 22 septembre 1889, réélu sans concurrent dans sa circonscription, Gerville-Réache entame son quatrième mandat de député. Ses actions se portent à travers plusieurs commissions : commission des sucres, commission du conseil supérieur des colonies, commission de l’exposition permanente des colonies, comité des colonies à l’exposition universelle de 1889 et enfin commission du Congrès colonial. Il fait adopter plusieurs amendements englobant le monde ouvrier guadeloupéen. En 1892, il intervient auprès du ministre de l’Instruction publique pour l’envoi de livre pour compléter la collection de la bibliothèque de Basse-Terre. L’année suivante, il intervient auprès du sous-secrétaire d’État aux Colonies concernant le travail des femmes et des enfants, en demandant de rendre applicable en Guadeloupe la loi du 2 novembre 1892.
Réélu le 20 août 1893, Gaston Gerville-Réache se présente à la vice-présidence de la Chambre des députés, mais il n’est pas élu. Néanmoins, il dépose de nombreux textes au sujet des produits tropicaux de la Guadeloupe, sur la crise sucrière, ainsi que sur l’indemnisation des victimes du tremblement de terre qui ravagea l’île le 29 avril 1897.
L’année 1893 est marquée par la mort de Victor Schœlcher le 25 décembre. Gaston Gerville-Réache prononce au Cimetière du Père-Lachaise un discours rendant hommage à l’abolitionniste.
Le 8 mai 1898 et le 27 avril 1902, il est réélu comme député guadeloupéen. Candidat malheureux en 1893, Gaston Gerville-Réache est nommé vice-président de la Chambre des députés de 1904 à 1906.
Lors des élections de 1906, il est battu par le journaliste Alfred-Léon Gérault-Richard, ancien secrétaire de Hégésippe Jean Légitimus. Et c’est ainsi que se termine le règne de Gaston Gerville-Réache en tant que député guadeloupéen. Il œuvra beaucoup pour le développement politique et économique de son île.

### Journaliste et rédacteur en chef
Gaston Gerville-Réache ne s’est pas illustré qu’en politique, il a également œuvré dans la presse nationale.
En mars 1881, il rejoint l’équipe du journal La Justice, créée par Georges Clemenceau en 1880. C’est un journal d’extrême gauche. Il semble que Victor Schœlcher aurait recommandé le jeune Gaston à Clemenceau, il n’avait alors que 26 ans. Il prend en charge la chronique judiciaire qui s’intitulait : Le journal du Palais. Son premier article paraît le 28 mars 1881. Malheureusement son activité de chroniqueur pour La Justice prend fin au mois d’avril de la même année, puisqu’il retourne en Guadeloupe avec sa femme, enceinte, Antoinette Fourcade.
Mais l’aventure de journaliste ne se termine pas. En effet, avec Victor Schœlcher, il fonde un journal économique ne traitant que des affaires des colonies : Le Moniteur des colonies.
Créé en 1882, Gaston Gerville-Réache en est le rédacteur en chef et Victor Schœlcher le directeur politique. Le premier numéro paraît le 5 octobre 1882. Le journal vise les questions coloniales pour les rendre plus populaires. Il publiera le premier projet de la loi sur la départementalisation. En 1885, Victor Schœlcher s’éloigne du journal, il a alors 80 ans. Gerville-Réache prend alors la fonction de directeur politique et nomme Albert Nivert, député de la Vienne, rédacteur en chef. Le 9 janvier 1887, il quitte le journal à cause de ses nombreuses occupations politiques en tant que député et en raison de sa santé. C’est ainsi que le journal devient : Le Moniteur des colonies et des pays de protectorats.

## Œuvres
- 1879 : Compte rendu par Gerville-Réache du 31e Anniversaire de l'abolition de esclavage[5] Banquet commémoratif donné à Paris le 18 mai 1879[11] sous la présidence de Victor Hugo[12].